# Astragalus kendewanensis
Astragalus kendewanensis är en ärtväxtart som beskrevs av Alexander Gilli. Astragalus kendewanensis ingår i släktet vedlar, och familjen ärtväxter. Inga underarter finns listade i Catalogue of Life.